# Jakob Törning
Jakob Törning, född 1739, död den 13 december 1797, var en svensk sjömilitär. 

## Biografi
Efter någon tids studier i Uppsala blev han 1755 antagen till lärstyrman vid flottans station i Stockholm. Efter att 1757-1758 ha, som medelstyrman, deltagit i fregatten Jägarens expeditioner till Medelhavet och 1761 ha avlagt underofficersexamen, utnämndes han 1764 till löjtnant, befordrades 1773 till kapten och 1774 till major samt förflyttades till den finska eskadern av arméns flotta. Då han under Gustav III:s ryska krig år 1788 med sin kanonslupsdivision tog bort det fientliga vaktskeppet under Sjöslaget vid Fredrikshamn, blev han befordrad till överstelöjtnant. 
Samma år fick han i uppdrag att sätta den bohuslänska skärgården i försvarstillstånd mot danskarna vilket resulterade i skapandet av den bohuslänska eskadern av arméns flotta. Denna eskader, bestående av 17 dubbla kanonslupar och 6 transportskepp, med en bemanning av landtrupper och skärgårdskarlar, avseglade från Marstrand i början av april 1790 och förenade sig den 4 juni med svenska skärgårdsflottan i Björkösund. 
Törning deltog därefter i reträtten från Viborgska viken, det så kallade Viborgska gatloppet den 3 juli. Väl undkommen därifrån, under den följande natten till den 4 juli då han med sin egen division och ett tjugutal slupar och jollar av andra divisioner låg förankrad vid Aspö, lade sig invid honom en rysk eskader av 33 fartyg, mestadels galärer. Uppmanad av dess befälhavare, Sjlissov, att kapitulera, svarade Törning, att han endast av det hårda vädret hindrats från att anfalla ryssarna, men att Sjlissov, som låg i lovart, vore välkommen att anfalla. Något ryskt angrepp hördes emellertid inte av, och Törning avseglade den 4 vid middagstid från Aspö till Svartholm för att proviantera, men när han anlände dit möttes han av kungens order att bege sig till Svensksund. 
Vid Slaget vid Svensksund den 9 och 10 juli 1790, förde Törning befälet över högra flygeln som, bestående av 63 kanonslupar och jollar, fördelade på fyra divisioner, bildade rät vinkel mot centern och vänstra flygeln, den förra kommenderad av Viktor von Stedingk, den senare av Claes Leonard Hjelmstierna. Sedan slaget pågått i omkring tre timmar, lyckades Törning driva tillbaka ryssarnas vänstra flygel. Men efter erhållen förstärkning angrep denna på nytt Törning. Efter fyra timmars kanonad började några av ryssarnas helgalärer hålla ur linjen eller stryka flagg. Men det dröjde ända till sjutiden innan ryska vänstra flygeln tvingades dra sig tillbaka, varefter Törning anföll fienden i flanken. Han hade nu under sitt befäl 80-100 kanonslupar. Denna eskader bildade nu en spetsig vinkel mot centern, och dess 150 grova kanoner åstadkom med sin mördande eld en förstörande verkan bland ryssarnas, mellan hans och Hjelmstiernas eskadrar, sammanträngda fregatter och galärer. Först klockan 12 på natten avstannade striden fullständigt. Slaget var då, väsentligen genom Törning, avgjort till svenskarnas förmån, och de sammandrabbningar, som föreföll följande dag, gjorde endast ryssarnas nederlag så mycket grundligare. Som belöning för sina insatser blev Törning befordrad till överste i armén. Som befälhavare över Göteborgska eskadern av arméns flotta kvarstod han till 1794, då sjuklighet tvingade honom att ta avsked. Härvid beviljades honom en pension av 100 riksdaler.